# 4/II Batalion Wartowniczy
4/II Batalion Wartowniczy – pododdział Wojska Polskiego pełniący służbę ochronną na granicy II Rzeczypospolitej.

## Formowanie i zmiany organizacyjne
4/II batalion wartowniczy sformowano w 1919. Funkcjonował w strukturze Okręgu Generalnego Lublin. W skład batalionu wchodziło dowództwo oraz 4 kompanie po 3 plutony. W dowództwie, oprócz dowódcy batalionu, służyli oficerowie: sztabowy, adiutant, prowiantowy i kasowy; podoficerowie: mundurowy, prowiantowy, rusznikowy, sanitarny oraz 6 ordynansów.
Pod koniec września 1920 zapadła decyzja o likwidacji Korpusu Strzelców Granicznych. 29 września 1920 dyrektywa Ministerstwa Spraw Wojskowych nakazała batalionom wartowniczym ochronę granic. W sumie na 48 baonów wartowniczych, do służby granicznej przeznaczono 21 baonów.
Rozporządzeniem MSWojsk. z 13 listopada 1920 nakazano luzowanie kolejnych pułków Strzelców Granicznych. 
Batalion wartowniczy nr 4/II, przegrupowany z Dorohuska do Grudziądza, otrzymał zadanie zastąpienia 3 pułku Strzelców Granicznych pełniącego wówczas służbę w Prusach Wschodnich na odcinku od Mławy do rozwidlenia Wisły z Nogatem.

## Służba graniczna
Luzowanie oddziałów Strzelców Granicznych w DOG „Pomorze” rozpoczęto 4 grudnia 1920. Całość granic przylegających do tego okręgu podzielono na pięć odcinków. Pierwszy od szosy Białuckiej do rozwidlenia Nogatu i Wisły obsadził batalion wartowniczy nr 4/II z miejscem postoju dowództwa w Grudziądzu. Długość odcinka wynosiła 225 km. 
Z powodu zbyt małego stanu osobowego, 4/II batalion nie był w stanie obsadzić pełnej długości odcinka. Chwilowo obsadził tylko odcinek od szosy Białuckiej do jeziora Żaryń, a czasowe mp dowództwa to Lubawa. Rozkaz dowódcy OGen. wskazywał następujące rozmieszczenie dowództw kompanii: Krasnołęka, Szczuplin, Grabowo, Sempławo.
Sąsiednie bataliony
- ? ⇔ 3/VIII batalion wartowniczy − 1920[6]

## Dowódcy batalionu
- płk piech. Ferdynand Vogt (1920[8])
- ppłk piech. Eugeniusz Witwicki[9]